# Заслуженный строитель СССР
Заслуженный строитель СССР — почётное звание, присваиваемое высококвалифицированным работникам строительства, промышленности строительных материалов и строительной индустрии, научно-исследовательских, проектных, изыскательских и других объединений, учреждений и организаций за выдающиеся производственные и научно-технические достижения, ускорение темпов, улучшение качества, обеспечение высокой рентабельности производства и работающим в этих областях народного хозяйства не менее 15 лет.
Присваивался Президиумом Верховного Совета СССР по представлению министерств, государственных комитетов и ведомств СССР, в ведении которых находились строительные предприятия, объединения, учреждения и организации, Советов Министров союзных республик. Лицам, удостоенным звания «Заслуженный строитель СССР», вручалась грамота Президиума Верховного Совета СССР и нагрудный знак установленного образца, носимый на правой стороне груди, над орденами СССР (при их наличии).

## История
- Установлено Указом Президиума Верховного Совета СССР от 8 февраля 1989 года.

Всего звания были удостоены 24 человека.
- 30 декабря 1995 года Указом Президента Российской Федерации установлено почётное звание Заслуженный строитель Российской Федерации

## Лауреаты звания (список неполный)
1. Затворницкий, Владимир Андреевич (13.12.1989) — бригадир комплексной бригады строителей строительного управления № 6 треста «Мосстрой № 1».
2. Трубин, Иван Васильевич  (13.12.1989).
3. Хомич, Иван Васильевич (13.12.1989).
4. Копелев, Владимир Ефимович (27.2.1990) — директор ДСК-1 Главмосстроя.
5. Суховей, Юрий Иванович (30.7.1990) — начальник промышленно-строительного объединения "Дальстальконструкция" Министерства монтажных и специальных строительных работ СССР.
6. Мартынович, Виктор Логвинович (7.9.1990) — бригадир машинистов буровых установок участка нулевых работ треста "Депутатскстрой".
7. Павлов, Юрий Викторович (7.9.1990) — заместитель генерального директора по капитальному строительству производственного золотодобывающего объединения "Якутзолото".
8. Шабанов, Олег Григорьевич (7.9.1990) — бригадир проходчиков Депутатского оловодобывающего горно-обогатительного комбината имени 50-летия Якутской АССР.
9. Балакин, Владимир Васильевич (7.9.1990) — машинист экскаватора механизированной колонны N 70 треста "Запбамстроймеханизация", Иркутская область.
10. Евтушенко, Василий Владимирович (7.9.1990) — управляющий трестом "Запбамстроймеханизация", Иркутская область.
11. Циканов, Виктор Владимирович (7.9.1990) — управляющий трестом "Бамтрансвзрывпром", Амурская область.
12. Денисенко, Владимир Иосифович (12.9.1990) — начальник монтажно-строительного управления N 20 треста "Сибхиммонтаж" Министерства атомной энергетики и промышленности СССР.
13. Эстерлейн, Эдуард Яковлевич (13.12.1990) — начальник комбината "Якутуглестрой" Министерства угольной промышленности СССР
14. Свирский, Семён Исаевич (22.7.1991) — первый заместитель начальника проектно-строительного объединения "Мосинжстрой" Московского строительного комитета.
15. Шевцов, Пётр Захарович (22.7.1991) — начальник Клинского экспериментального сельского строительного комбината. 
16. Харин, Александр Андреевич (30.7.1991) — заместитель управляющего строительно-монтажным трестом "Магнитострой" Российской государственной строительно-промышленной ассоциации "Росуралсибстрой". 
17. Летавин, Евгений Леонтьевич (28.11.1991) — заместитель генерального директора - директор по строительству производственного объединения "ГАЗ" .
18. Свиридов, Алексей Васильевич (20.12.1991) — бригадир комплексной бригады строительно-монтажного управления N 7 Государственного строительства Московского метрополитена "Мосметрострой". 
19. Клугман, Феликс Михайлович (20.12.1991) — управляющий арендного треста "Чимкентпромстрой" Республики Казахстан.
20. Сайгак, Кузьма Васильевич (20.12.1991) — директор Владимирского монтажного управления акционерного общества "Центроэлектромонтаж".
21. Котрикадзе Георгий Николаевич (15.09.1938) директор АО «Стройдеталь» Республики Крым